# Ministre d'État chargé des Sciences et de la Technologie
Le poste de ministre d'État chargé des Sciences et de la Technologie était le poste au sein du Cabinet du Canada en charge des questions reliés aux sciences et technologies. Le ministre d'État était également en charge de diriger le département d'État chargé des Sciences et de la Technologie. Le poste est créé en août 1971 par proclamation et aboli en 1990 lorsque le ministère de l'Industrie, des Sciences et de la Technologie est constitué.

## Historique
Le 12 août 1971 est créé par proclamation un département d'État chargé des Sciences et de la Technologie.
Au surplus, du 11 août 1987 au 29 janvier 1989, le député Frank Oberle est chargé d'assister le ministre d'État chargé des Sciences et de la Technologie avec rang de ministre d'État.

## Liste des titulaires
| Titulaire Parti                                          | Titulaire Parti                                          | Début                                                    | Fin                                                      | Cabinet          |
| -------------------------------------------------------- | -------------------------------------------------------- | -------------------------------------------------------- | -------------------------------------------------------- | ---------------- |
| Ministre d'État chargé des Sciences et de la Technologie | Ministre d'État chargé des Sciences et de la Technologie | Ministre d'État chargé des Sciences et de la Technologie | Ministre d'État chargé des Sciences et de la Technologie | 20e (P. Trudeau) |
|                                                          | Alastair Gillespie Libéral                               | 12 août 1971                                             | 26 novembre 1972                                         | 20e (P. Trudeau) |
|                                                          | Jeanne Sauvé Libéral                                     | 27 novembre 1972                                         | 7 août 1974                                              | 20e (P. Trudeau) |
|                                                          | Charles Mills Drury Libéral                              | 7 août 1974                                              | 13 septembre 1976                                        | 20e (P. Trudeau) |
|                                                          | James Hugh Faulkner (en) Libéral                         | 13 septembre 1976                                        | 15 septembre 1977                                        | 20e (P. Trudeau) |
|                                                          | Judd Buchanan Libéral                                    | 16 septembre 1977                                        | 23 novembre 1978                                         | 20e (P. Trudeau) |
|                                                          | Alastair Gillespie Libéral                               | 24 novembre 1978                                         | 3 juin 1979                                              | 20e (P. Trudeau) |
| Pas de titulaire                                         | Pas de titulaire                                         | 4 juin 1979                                              | 2 mars 1980                                              | 21e (Clark)      |
|                                                          | John Roberts Libéral                                     | 3 mars 1980                                              | 29 juin 1982                                             | 22e (P. Trudeau) |
|                                                          | Donald Johnston Libéral                                  | 30 juin 1982                                             | 29 juin 1984                                             | 22e (P. Trudeau) |
| Pas de titulaire                                         | Pas de titulaire                                         | 30 juin 1984                                             | 16 septembre 1984                                        | 23e (Turner)     |
|                                                          | Tom Siddon Progressiste-conservateur                     | 17 septembre 1984                                        | 19 novembre 1985                                         | 24e (Mulroney)   |
|                                                          | Frank Oberle Progressiste-conservateur                   | 20 novembre 1985                                         | 10 août 1987                                             | 24e (Mulroney)   |
|                                                          | Michel Côté Progressiste-conservateur                    | 11 août 1987                                             | 26 août 1987                                             | 24e (Mulroney)   |
|                                                          | Robert de Cotret Progressiste-conservateur               | 27 août 1987                                             | 29 janvier 1989                                          | 24e (Mulroney)   |
|                                                          | Harvie Andre Progressiste-conservateur                   | 30 janvier 1989                                          | 22 février 1990                                          | 24e (Mulroney)   |

### Postes connexes
| Titulaire Parti                           | Titulaire Parti                            | Début                                     | Fin                                       | Cabinet        |
| ----------------------------------------- | ------------------------------------------ | ----------------------------------------- | ----------------------------------------- | -------------- |
| Ministre d'État (Sciences et Technologie) | Ministre d'État (Sciences et Technologie)  | Ministre d'État (Sciences et Technologie) | Ministre d'État (Sciences et Technologie) | 24e (Mulroney) |
|                                           | Frank Oberle Progressiste-conservateur     | 11 août 1987                              | 29 janvier 1989                           | 24e (Mulroney) |
|                                           | William Winegard Progressiste-conservateur | 30 janvier 1989                           | 22 février 1990                           | 24e (Mulroney) |